# Kyszyn
Kyszyn (ukr. Кишин) – wieś na Ukrainie, w obwodzie żytomierskim, w rejonie olewskim. W 2001 roku liczyła 1784 mieszkańców.